# Sol (božica)
U nordijskoj mitologiji, Sol (stnord. Sól = "Sunce") ili Álfröðull, personifikacija je Sunca, sestra Manija, boga Mjeseca. Njezino se ime pojavljuje u literaturi i kao opća imenica.
Prema Alvíssmálu, ljudi Sol zovu "Sunce", bogovi "Sunčev sjaj", divovi "uvijek sjajeća", a vilenjaci "lijepi kotač". Nazivi za Sunce su "kći Mundilfarija", "sestra Manija", "žena Glenra", "danja zvijezda" te "vatra neba i zraka".

## Obitelj i život
Mundilfariju se rodilo dvoje prelijepe djece – djevojčica i dječak. Djevojčicu je nazvao Sól, a dječaka Máni. Sól je dao udati za Glenra. Bogovi su se razbjesnjeli kad su vidjeli ljepotu Mundilfarijeve djece te su uzeli Sól i Manija i postavili ih na nebo. Dali su Sól kočiju koju vuku konji Árvakr i Alsviðr. Sól svaki dan u kočiji prolazi nebom, dok ju progoni vuk Sköll, Fenrirov sin. Sköll pokušava pojesti Sól, ali mu ona neprestano bježi.
Premda se majka Sól i Manija ne spominje u literaturi, navodno je ona Glaur, nepoznata div-žena ili božica.
Mudri div Vafþrúðnir rekao je Odinu o Sól, Maniju i njihovu ocu:

"Mundilfari se zove onaj koji Manijev
Otac jest
Te također Solin."

Vafþrúðnir je Odinu otkrio i sudbinu Sunca i Mjeseca.

## Ragnarok
Ragnarok je posljednja bitka. U njoj će se sukobiti sva bića. Sól će roditi kćer ne manje lijepu od nje. Ta će kći postati novo Sunce nakon što Sköll napokon uspije u svom naumu i pojede Sól. 

## Druge kulture
U većini je mitologija Sunce muško, a Mjesec žensko. U grčkoj je mitologiji Sunce predstavljeno bogovima Helijem i Apolonom. Helije je zamišljen kao lijep muškarac koji nosi sunčeve zrake oko glave i vozi se u kočiji koju vuku krilati konji. Njegova sestra Selena je Mjesec. U nordijskoj je mitologiji poimanje spola Sunca i Mjeseca drukčije – Sunce predstavlja božica Sol, a Mjesec njezin mlađi brat Mani. Zanimljivo je da se u rimskoj mitologiji božanstvo Sunca zove Sol kao i u nordijskoj, samo što je rimski Sol muškog spola. Njegova sestra Luna je Mjesec te je istovjetna sa Selenom.